# K-W United FC
El K-W United FC es un equipo de fútbol de Canadá que juega en la USL Premier Development League, la cuarta liga de fútbol más importante de los Estados Unidos.

## Historia
Fue fundado en el año 2010 en la ciudad de Hamilton, Ontario con el nombre Hamilton Rage y fue anunciado como un equipo de expansión en la USL Premier Development League el 17 de febrero del 2011.
Su primer juego oficial lo tuvieron el 25 de mayo de ese año, el cual fue una derrota 0-2 ante el Toronto Lynx, pero ganaron su segundo partido 5-0 al Ottawa Fury FC, partido en el que Dominic Bell anotó el primer gol en la historia del club.

### Reubicación
En el año 2012 en equipo cambió cu nombre por el que tienen actualmente y se mudaron a Kitchener debido a la poca asistencia a los partidos en Hamilton desde 2011. El club cuenta con una sección de fútbol femenil y no tiene nada que ver con el Waterloo Region de la Canadian Soccer League.

## Estadios
- Brian Timmis Stadium; Hamilton, Ontario (2011)
- Ivor Wynne Stadium; Hamilton, Ontario (2011) - 1 partido
- Ron Joyce Stadium; Hamilton, Ontario (2012)
- University Stadium; Waterloo, Ontario (2013-)

## Entrenadores
- Brett Mosen[5] (2011–2013)
- Stuart Neely[6] (2014–)

## Jugadores

### Jugadores destacados
- Josh Bennett
- Aaron Boyd
- Anthony Di Biase
- Evan James
- Scott McCoubrey
- Alex Mitchell